# Ingrid Ferdinandusse
Ingrid Ferdinandusse is een Nederlandse zangeres die tussen 1985 en 1987 deel uitmaakte van The Star Sisters, samen met Patricia Paay en Yvonne Keeley. 
Ferdinandusse maakte al deel uit van het Starsound project, waarmee producent Jaap Eggermont “Stars on 45 proudly presents The Star Sisters” ontwikkelde. Ze verving Sylvana van Veen en maakte vervolgens deel uit van de meidengroep toen die het album Danger en de singles “Just Another Night (In New York City)”, “The Duke of Dance” en “He’s The 1 (I Love)” uitbrachten. 
In 1987 hield de groep op te bestaan maar in 2007 volgde een reünie toen hun “Stars on 45” medley opnieuw werd uitgebracht en ze deelnamen aan de Nederlandse versie van Dancing with the Stars. Enkele jaren later kwam de groep nogmaals samen voor een eenmalig optreden in Rotterdam.